# Kleinheubach
Kleinheubach – gmina targowa w Niemczech, w kraju związkowym Bawaria, w rejencji Dolna Frankonia, w regionie Bayerischer Untermain, w powiecie Miltenberg, siedziba wspólnoty administracyjnej Kleinheubach. Leży w Odenwaldzie, około 3 km na północny zachód od Miltenberga, nad Menem, przy drodze B469 i linii kolejowej Aschaffenburg – Aalen.

## Polityka
Wójtem jest Kurt Schüßler (SPD). Rada gminy składa się z 17 członków:
|      | CSU | SPD | Wolni Wyborcy | Razem     |
| 2002 | 6   | 8   | 3             | 17 miejsc |

## Osoby urodzone w Kleinheubach
- Wilhelm Kahl (ur. 1849, zm. 1932) – polityk.